# تورادورا!
تورادورا! (ژاپنی: とらドラ!) یک سری لایت ناول ژاپنی به قلم یویوکو تاکمیا و تصویرسازی یاسو است. این مجموعه رمان به تعداد ده جلد از تاریخ ۱۰ مارس ۲۰۰۶ تا ۱۰ مارس ۲۰۰۹ توسط اسکی مدیا ورکس به چاپ می‌رسید. از روی این اثر یک سری مانگا به طراحی زکیو تهیه شد که چاپ آن از ۲۷ ژوئیه ۲۰۰۷ در مجله دنگکی کمیک گائو! ادامه دارد.
یک مجموعه تلویزیونی انیمه ۲۵ قسمتی نیز به کارگردانی تاتسویوکی ناگای و به‌وسیلهٔ استودیوی جی.سی.استاف ساخته شده است که پخش آن از اکتبر ۲۰۰۸ تا مارس ۲۰۰۹ در شبکه تی‌وی توکیو ادامه داشت. یک رمان تصویری بر اساس این مجموعه در آوریل ۲۰۰۹ توسط بندای نامکو انترتینمنت برای کنسول بازی دستی پلی‌استیشن همراه منتشر شد.